# Jan Diddens
Jan Diddens est un footballeur international belge, né le 14 septembre 1906 à Malines (Belgique) et mort le 31 juillet 1972.
Attaquant  au Racing malinois et en équipe nationale, il a joué deux matches au tournoi olympique de 1928 à Amsterdam, et deux matches lors de la première  Coupe du monde en 1930 à Montevideo.

## Palmarès
- International de 1926 à 1930 (23 sélections et 2 buts marqués)
- Participation aux Jeux olympiques 1928 (2 matches)
- Participation à la Coupe du monde 1930 (2 matches)
- Promotion à la D1 en 1925 avec le KRC Malines